# Arthur Procès
Arthur Procès, né à Champion le 11 juin 1857 et mort à Namur le 28 août 1932, fut un politicien belge, avocat de profession, membre du parti libéral et bourgmestre de Namur de 1912 à 1921.